# Evangelische Kirche (Altenkirchen)

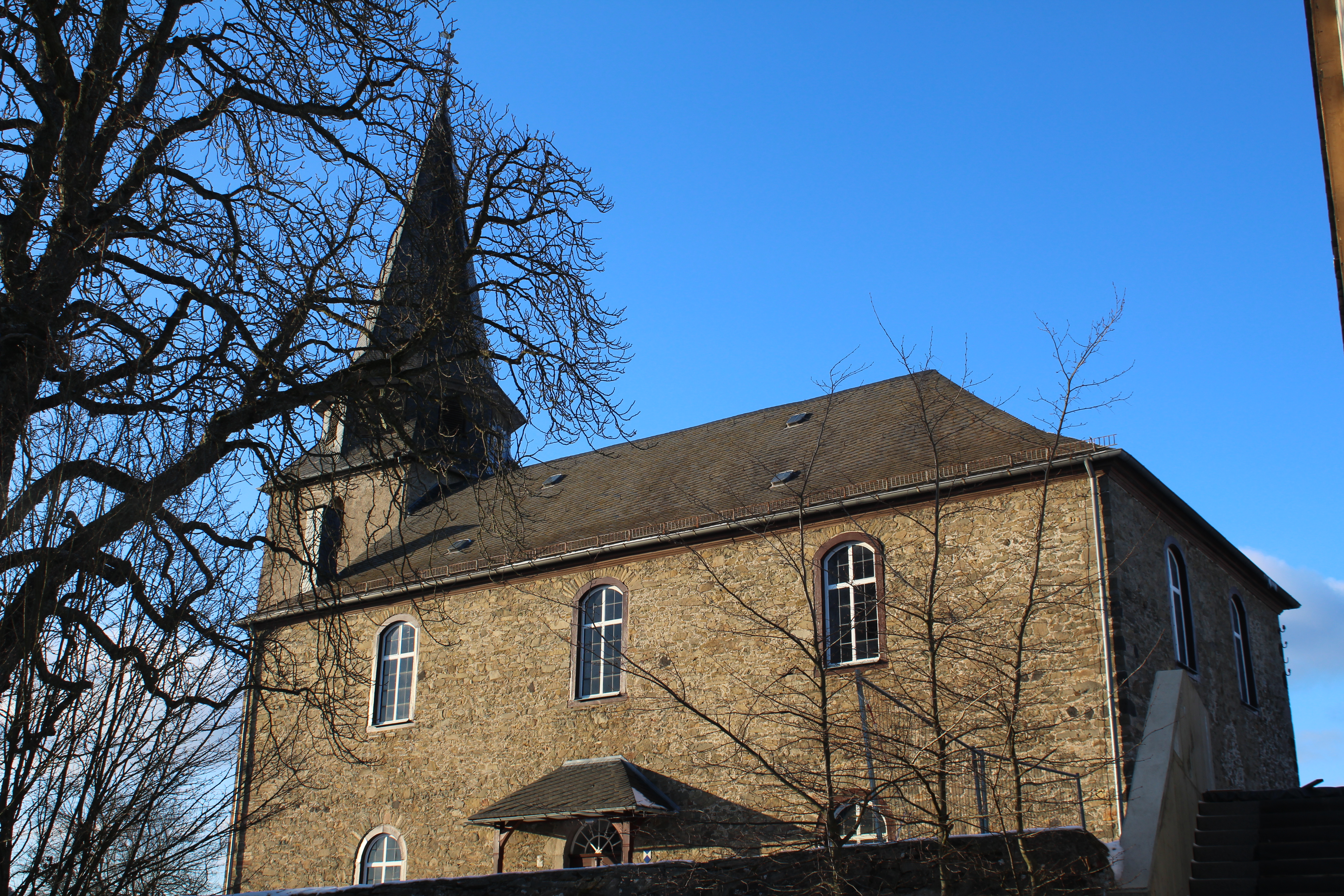
Kirche von Süden

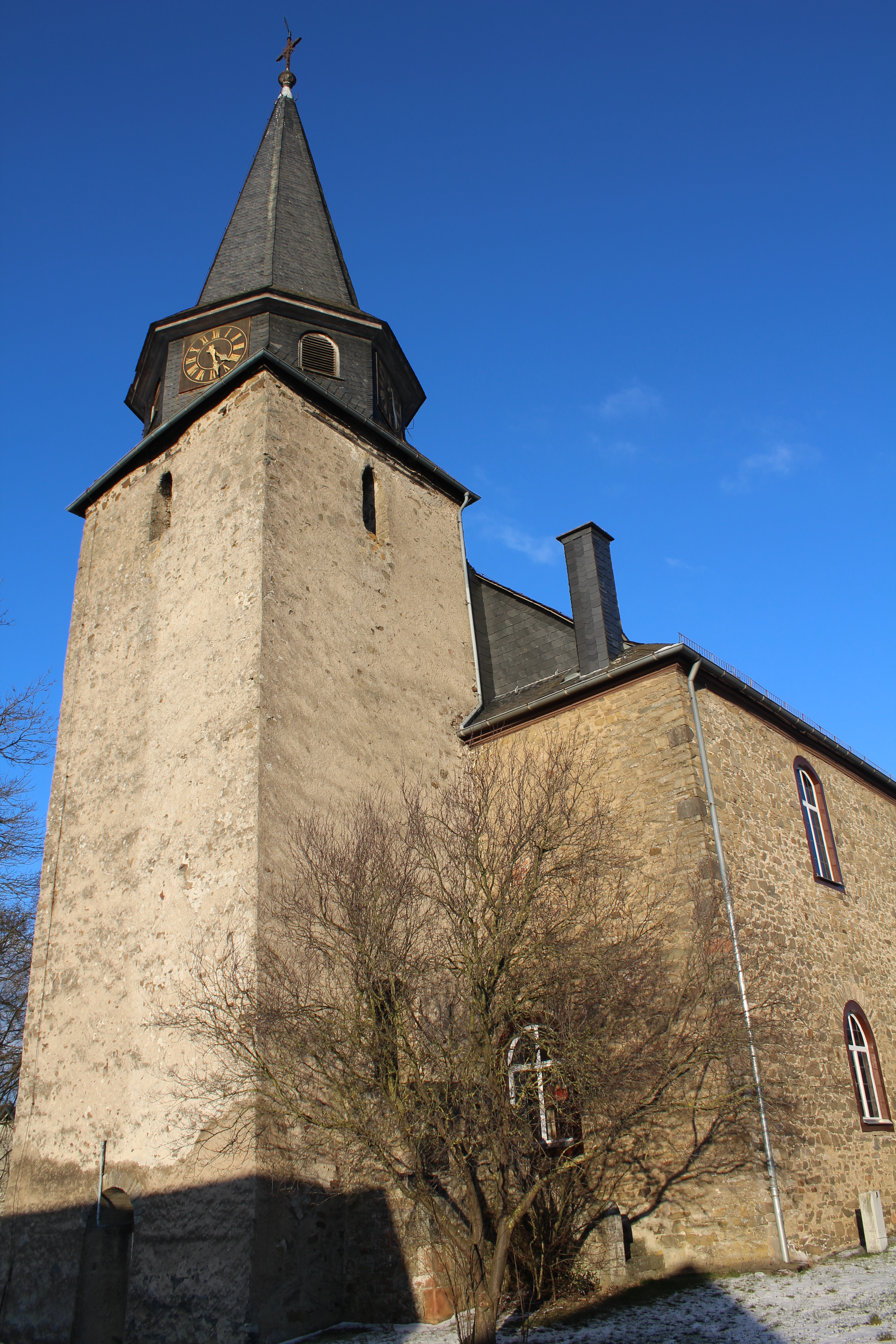
Romanischer Turm von Südwesten

Die Evangelische Kirche in Altenkirchen in der Gemeinde Hohenahr im Lahn-Dill-Kreis (Hessen) ist eine klassizistische Saalkirche von 1812–1813. Einbezogen wurden vom romanischen Vorgängerbau der Westturm und Teile der Mauern, indem das alte Schiff nach Süden hin fast auf die doppelte Breite erweitert wurde. Die Kirche ist aufgrund ihrer geschichtlichen, künstlerischen, städtebaulichen und wissenschaftlichen Bedeutung hessisches Kulturdenkmal.

## Geschichte
Ein Pleban ist in Altenkirchen im Jahr 1232, eine Kirche 1294 und eine Pfarrei 1315 nachweisbar. Der ursprünglich wehrhafte Turm wurde vermutlich um 1200 separat von einer kleinen steinernen Saalkirche weiter östlich errichtet. Von der im romanischen Stil erbauten Kirche sind heute noch Teile erhalten. Das Patronatsrecht, das die Grafen von Sponheim, Westerburg und Solms 1294 ausübten, ging 1315 an die Herren von Bicken über. Altenkirchen war Sendort für Ahrdt, Bischoffen, Günterod, Mudersbach, Nieder- und Oberweidbach sowie Oberlemp. Um 1400 diente ein Lückenschluss zwischen Turm und Kirche zur Vergrößerung des Innenraums. Auch im Osten wurde die Kirche in spätgotischer Zeit um einen Baukörper in Form eines gedrungenen Turms verlängert, der das alte Kirchenschiff deutlich überragte. Er wurde durch drei hohe, schmale Spitzbogenfenster belichtet und hatte im Inneren ein Kreuzgewölbe und einen großen Chorbogen, der den Altartraum zum Schiff öffnete. Im Norden und Süden wurden spitzbogige Portale eingelassen. Im Jahr 1411 umfasste die Pfarrei Altenkirchen elf namentlich nicht genannte Orte. Sie gehörte im späten Mittelalter zum Archipresbyterat Wetzlar im Archidiakonat von St. Lubentius Dietkirchen im Bistum Trier.
Im Jahr 1548 lag das Patronat bei Solms-Lich. Mit Einführung der Reformation wechselte die Kirchengemeinde im 16. Jahrhundert zum evangelischen Bekenntnis, wobei der genaue Zeitpunkt unbekannt ist. Als 1548 die Grafen Reinhard und Friedrich Magnus von Solms-Lich den Besitz ihres Hauses unter sich aufteilten, erhielt Reinhard an geistlichen Lehen die Pfarreien zu Lich, Blasbach, Wanbach (vermutlich Wohnbach), Hohensolms, Königsberg samt Filial Altenstädten, Krumbach, Weidbach und Butzbach sowie die Pastoreien Erda und Altenkirchen. Interessant ist, dass dabei zwischen Pfarreien und Pastoreien unterschieden wurde. Vermutlich beschrieb der Begriff Pastorei eine katholische, der Begriff Pfarrei dagegen eine evangelische Pfarrstelle. Demnach wären 1548 nur Altenkirchen und Erda noch katholisch gewesen, während in allen übrigen genannten Orten bereits die Reformation Einzug gehalten hatte. Als erster evangelischer Pfarrer in Altenkirchen ist dann von 1570 bis 1581 Ludwig Becker nachweisbar. Zu Beginn des 17. Jahrhunderts nahm die Gemeinde den reformierten Glauben an, um 1624 zum lutherischen zurückzukehren. Doch auch danach kam es noch wiederholt zu Unstimmigkeiten. So beklagte der Lehrer der Kirchspielschule Altenkirchen Johann Wienichius sich um 1628 darüber, dass in Orten des Kirchspiels, die „keinen Büchsenschuss“ entfernt waren, Nebenschulen gegründet worden seien, in denen „ganz untüchtige und der wahren Religion zuwider Calvinische Bauernknüppel“ als Schuldiener beschäftigt würden, worüber Wienichius und der Pfarrer „in große Uneinigkeiten“ kamen.
Im Jahr 1618 umfasste die Pfarrei Altenkirchen die Orte Ahrdt, Altenkirchen, Bellersdorf, Bermoll, Mudersbach und Oberlemp.
Erste Klagen, dass die mittelalterliche Kirche zu klein und baufällig geworden war, finden sich ab der Mitte des 18. Jahrhunderts. Der Altenkirchener Pfarrer Johann Christian Röder schrieb am 21. Februar 1783: „Die Kirche ist … in dem elendesten Zustand. Das Holzwerk ist meistens verfaulet. Das Mauerwerk aber ist an einigen Orten dergestalt zersprungen, dass solches ellenweit voneinander steht.“ Die politische Zeitgeschichte und die unklaren Zuständigkeiten in der Baulast verzögerten den Bau. 1806 wurde zunächst ein neues Pfarrhaus errichtet. In den Jahren 1812–1813 erfolgten ein Teilabriss des Saalbaus und ein Erweiterungsumbau des Kirchenschiffs. Der mittelalterliche Kirchturm blieb erhalten. Von der alten Kirche wurde die nördliche Wand aufgestockt und in den Neubau integriert, ebenso ein Teil der östlichen Chorwand. Die Kanzel wurde an der Südwand und der Altar davor aufgestellt, der Innenraum also quergerichtet. Die Einweihung der neuen Kirche fand am 17. Oktober 1813 statt.
Als Altenkirchen im Jahr 1816 von Nassau-Weilburg zur preußischen Rheinprovinz wechselte, blieben die Orte Wilsbach, Niederweidbach, Oberweidbach und Rossbach bei Hessen-Darmstadt und waren fortan von Altenkirchen getrennt. Bischoffen wurde 1827 im Zuge der Versetzung des Pfarrers Usener nach Hohensolms ausgegliedert und Niederweidbach zugeschlagen. Obwohl die Filialorte Bermoll, Mudersbach und Oberlemp Kapellen besaßen, wurde noch im 19. Jahrhundert „jährlich nur einigemal Gottesdienst“ gefeiert.
1931 erhielten die beiden Portale kleine Vorbauten als Windfang in Fachwerkbauweise, die aber nicht gefielen und nach wenigen Jahren wieder abgerissen wurden. Im Zuge einer Innenrenovierung im Jahr 1953 wurden die Querausrichtung aufgegeben, der Altar nach Westen umgesetzt und das Innere dorthin ausgerichtet. Die Orgel wurde etwas nach links gesetzt, mittig über dem Altar. Der verfaulte Holzfußboden wurde erneuert, ebenso die hölzernen Gewände der Fenster. Die Wiedereröffnung erfolgte am 27. Juni 1954. Bei einer weiteren Renovierung 1980/1981 wurden an der alten Ostwand Weihekreuze und nicht mehr lesbare Wandinschriften freigelegt, die Anzahl der Bänke auf der Ost- und Nordempore reduziert, das Lutherbild von der Sakristei in den Kirchenraum verlegt, die Emporengemälde gereinigt und ein Bibelvers an der Südwand angebracht.
Die Kirchengemeinde Altenkirchen gehört heute zum Evangelischen Kirchenkreis an Lahn und Dill in der Evangelischen Kirche im Rheinland.

## Architektur

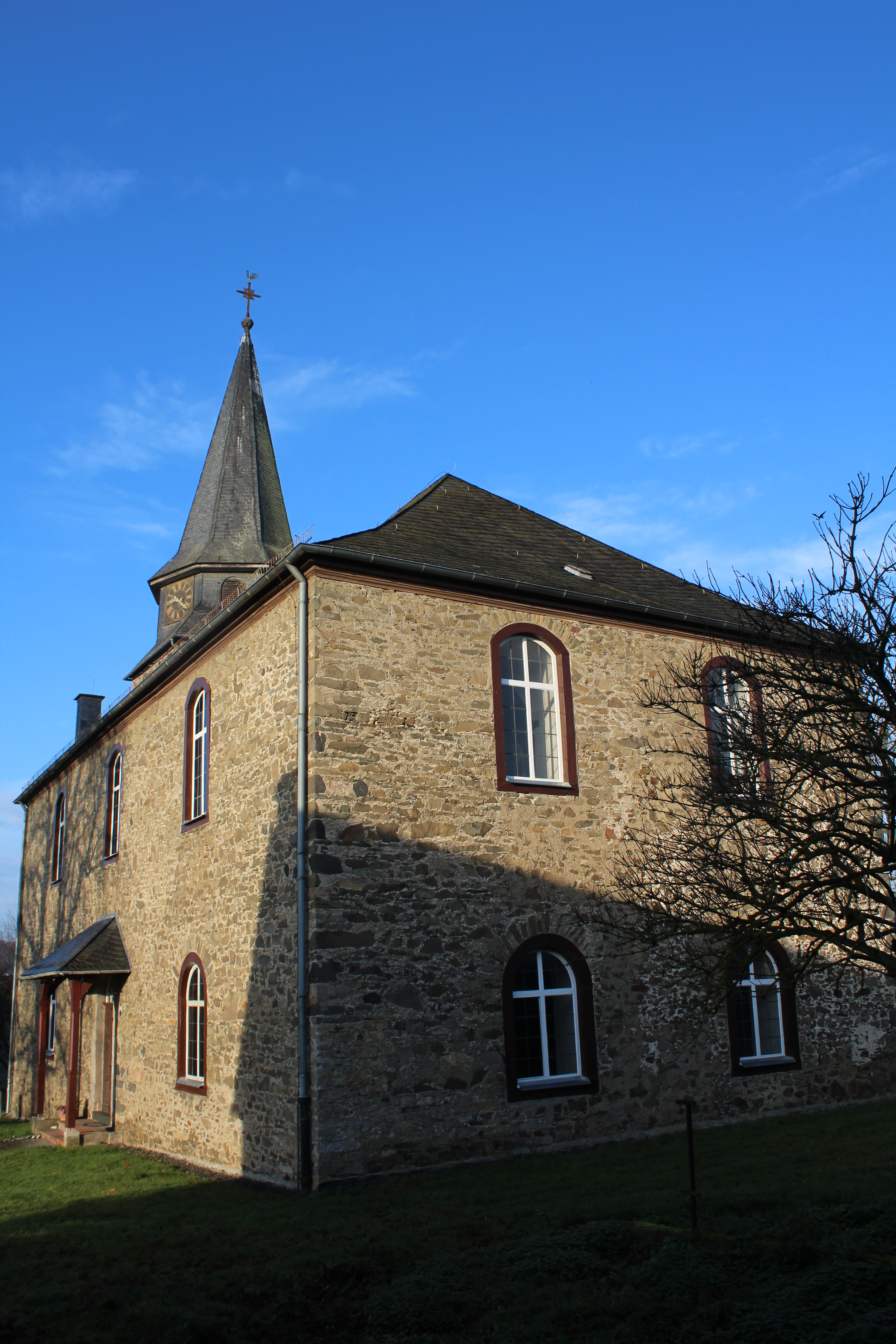
Kirche von Südosten

Die in etwa geostete Kirche ist leicht erhöht im Ortszentrum aus unverputztem Bruchsteinmauerwerk errichtet. Sie liegt inmitten eines Friedhofsgeländes. Auf die romanische Zeit gehen der Westturm und die Nordwand sowie ein Teil der Ostwand zurück. Ein Weihekreuz an der Innenseite der Ostwand weist auf den mittelalterlichen Ursprung. Der klassizistische Saalbau von 1813 steht noch in spätbarocker Tradition.
Der massiv aufgemauerte, wehrhafte Turm auf annähernd quadratischem Grundriss ist ungegliedert. Er hat durch den Abriss des nördlichen Seitenschiffs keine mittige Position mehr, sondern ist gegenüber der Nordwand des Schiffs nur leicht eingezogen. Im unteren Bereich verbreitert sich der Turm etwas, um eine größere Grundfläche zu haben. Das überwölbte Verlies im unteren Geschoss war nur durch ein Mannloch zugänglich. Im Obergeschoss sind unterhalb der Traufe vier rundbogige Schallöffnungen für das Geläut eingelassen. Die Traufe überragt etwas den Dachfirst des Schiffes. An der Westseite erschließt ein schlichtes Rundbogenportal den Zugang zum Turm. Aus der Umbauzeit stammt auch der vollständig verschieferte Turmaufbau. Die achtseitige Glockenstube hat vier rundbogige Schalllöcher, die sich mit den vier Zifferblättern der Turmuhr abwechseln. Der oktogonale Spitzhelm wird von einem Turmknauf und einem Kreuz mit Wetterhahn bekrönt.
Das Kirchenschiff präsentiert sich nach dem Neubau als symmetrischer Saalbau auf rechteckigem Grundriss. Es wird im Osten von einem verschieferten Walmdach bedeckt, an dessen Hängewerk die Innendecke angebracht ist. Stichbogenfenster belichten den Innenraum in zwei Zonen entsprechend dem Emporenverlauf im Inneren. An den Langseiten sind oben drei Fenster eingelassen, unten werden das mittige Süd- und Nordportal von je zwei Fenstern flankiert. Das vermauerte gotische Nordportal ganz im Westen ist noch erkennbar, ebenso die Reste des schmalen Spitzbogenfensters aus dunklem Tuffstein im Osten der Nordwand. Östlich des Südportals sind Reste der Gewände der gotischen Chorfenster vermauert. Die Ostseite hat vier Fenster. Erschlossen wird das Schiff durch die beiden rundbogigen Portale an den Langseiten. Sie haben zweiflügelige Türen mit einem Fenster im Rundbogen und einen kleinen hölzernen Vorbau mit zwei Pfosten und einem verschieferten Dach.

## Ausstattung

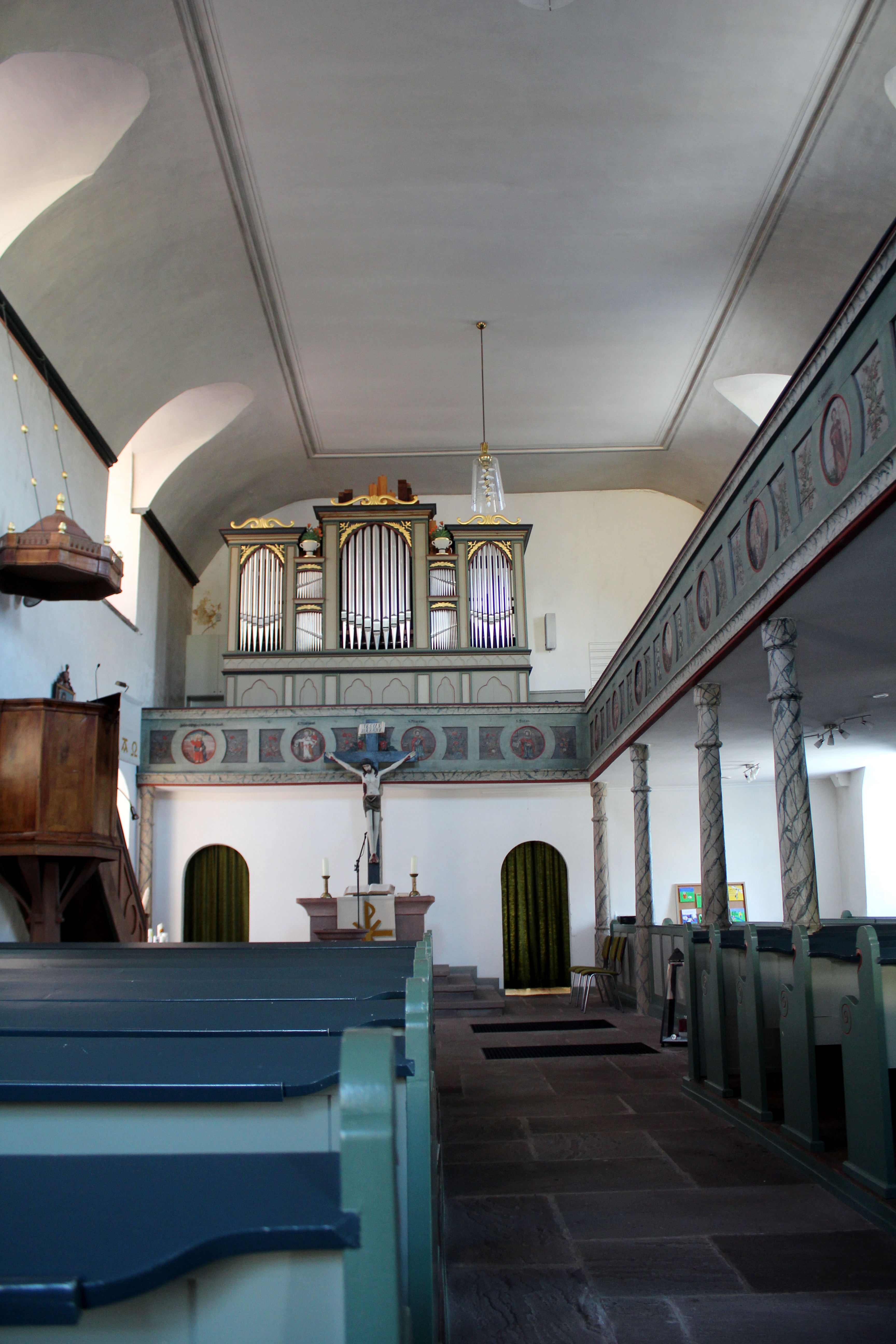
Blick zur Orgelempore

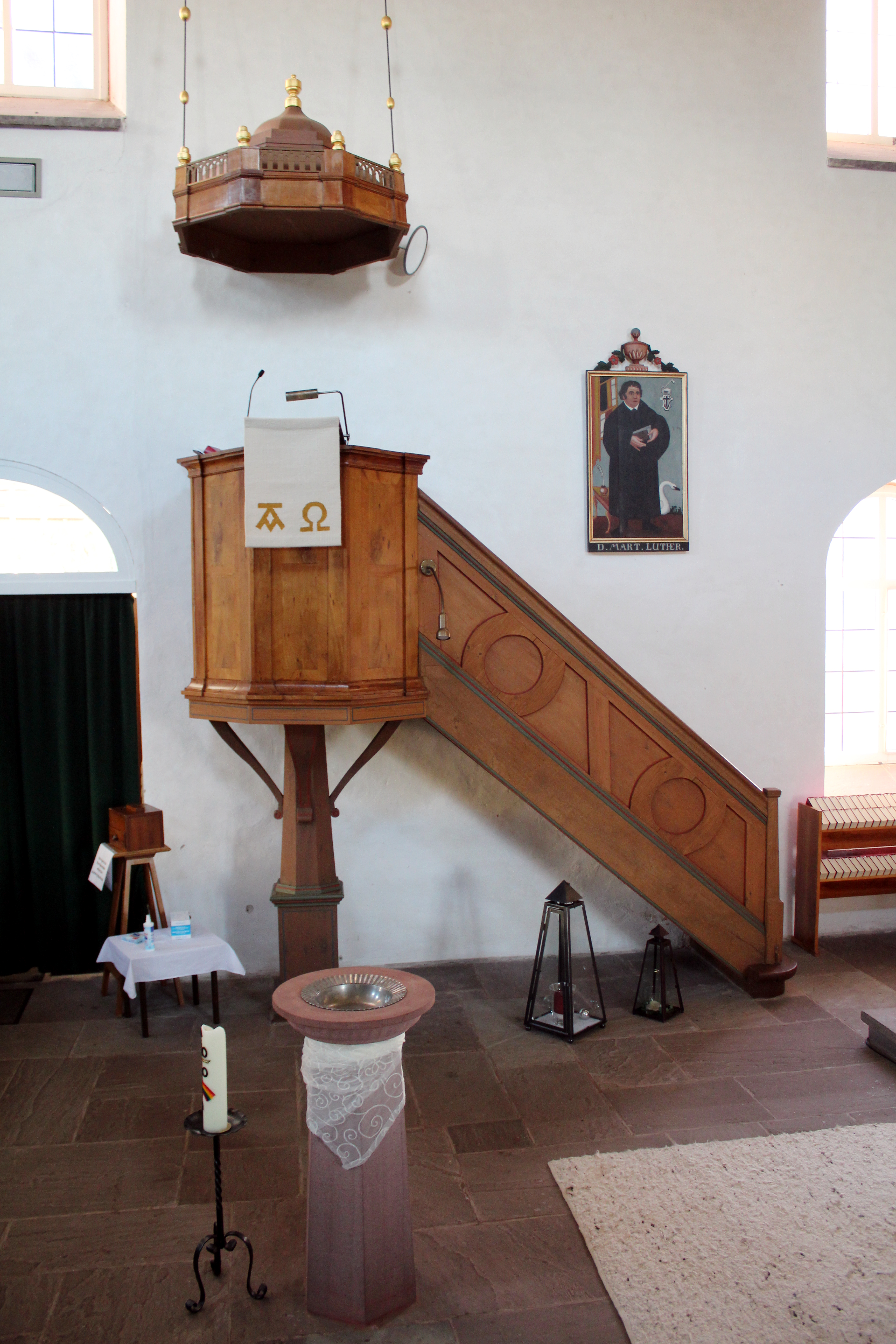
Kanzel

Der Innenraum wird durch eine Spiegeldecke abgeschlossen, die zur Belichtung der Empore durch Stichkappen eingeschnitten wird. Die Boden ist mit Platten aus rotem Sandstein belegt. Das Kirchengestühl hat geschwungene Wangen und vorne Brüstungen. Es lässt im östlichen Teil des Schiffs einen Mittelgang frei, während es im Westteil unterhalb der Empore auf die Kanzel im Süden ausgerichtet ist.
Die dreiseitig umlaufende hölzerne Empore ruht auf zwölf gedrechselten gegliederten Säulen, die marmoriert bemalt sind. Die Westempore dient als Aufstellungsort für die Orgel. Der Raum unter ihr ist als Sakristei abgetrennt und durch zwei rundbogige Öffnungen zugänglich. Die Emporenbrüstung hat 17 runde Füllungen, die von je zwei konkav gewölbten Feldern flankiert werden. Die figürliche und florale Ausmalung geht auf Georg Ernst Justus Kayser und dessen Sohn Johann August aus Gladenbach zurück und ist weitgehend unverändert erhalten. Die Bauinschrift auf einer Holztafel ist an der Unterseite des Treppenaufgangs zur Nordempore angebracht. Sie lautet: „Angestrichen und gemahlt von Georg Ernst Justus Kaiser und deßen Sohn Johann August Kaiser von Gladenbach. verfertigt den 2.ten october. ANNO 1813.“ Die runden Füllungen zeigen Gestalten aus dem Neuen Testament und die gewölbten Felder bunte Blumengebinde. Auf der Westempore werden nach dem Salvator mundi die drei ersten Evangelisten und links an der Nordempore Johannes dargestellt. Ihnen folgen an der Nordseite Petrus, die Kreuzigungsszene (flankiert von roten Rosen statt Blumengebinden) und die Auferstehungsszene (mit weißen Rosen) sowie die Apostel Andreas, Jakobus der Ältere, Philippus, Bartholomäus und Thomas. Auf der Ostempore schließen sich Jakobus der Jüngere, Simon, Judas Thaddäus und Matthias an. Paulus wird in dem letzten schmalen Feld an der Südwand statt eines Blumenstraußes dargestellt.
Die bauzeitliche holzsichtige Kanzel ist an der Südwand zwischen dem Eingang und dem westlichen Fenster auf einem viereckigen Fuß aufgestellt. Dem polygonalen Kanzelkorb entspricht der achtseitige Schalldeckel, dem an den Ecken kleine vergoldete Spitzen aufgesetzt sind. Rechts von der Kanzel ist ein Lutherbild aufgehängt, das ebenfalls von den Kaysers gemalt wurde. Links vom Südportal ist ein Bibelvers an der Wand gemalt (1980/1981): „Christus spricht: Ich bin der Weg und die Wahrheit und das Leben; niemand kommt zum Vater denn durch mich. Joh. 14,6“.
Der Blockaltar von 1953 aus rotem Sandstein vor der Westempore ist pyramidenartig um drei Stufen erhöht. Die überstehende Mensaplatte mit Weihekreuzen ist mittelalterlich und wurde aus dem Vorgängerbau übernommen. Die Sandsteinplatte trägt die vorreformatorischen Weihekreuze. Das hölzerne Altarkreuz mit der Kreuzesinschrift INRI trägt ein Kruzifix des Dreinageltypus. Es wurde in der ersten Hälfte des 19. Jahrhunderts gefertigt. Die stilistischen Ähnlichkeiten mit den Emporenmalereien legen nahe, dass die farbliche Fassung auf Kayser zurückgeht. Auf dem axialen Schnittpunkt von Altar und Kanzel steht das Taufbecken aus Sandstein (1953). Es hat einen achtseitigen Fuß, der eine Schale trägt.

## Orgel

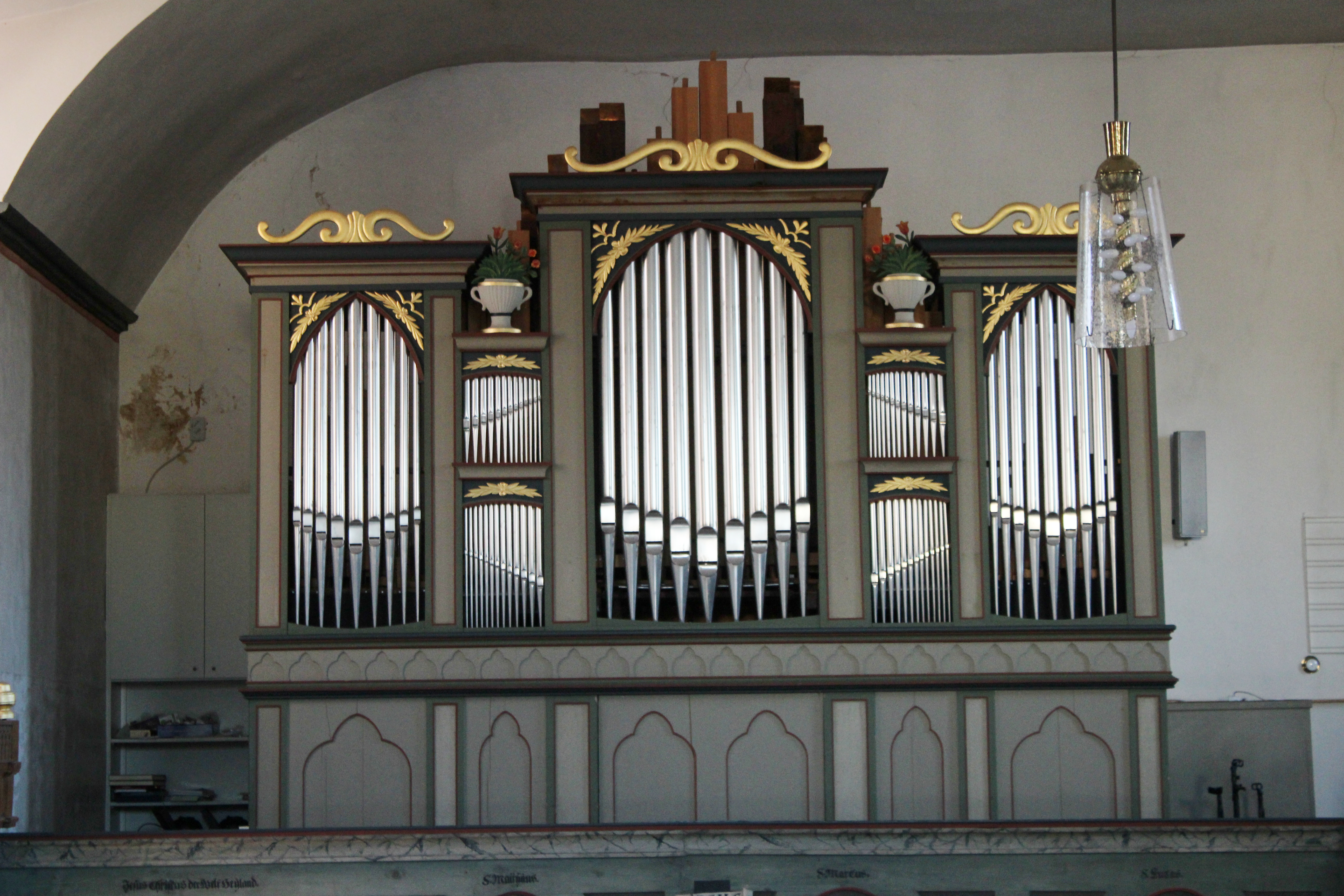
Weller-Orgel von 1859

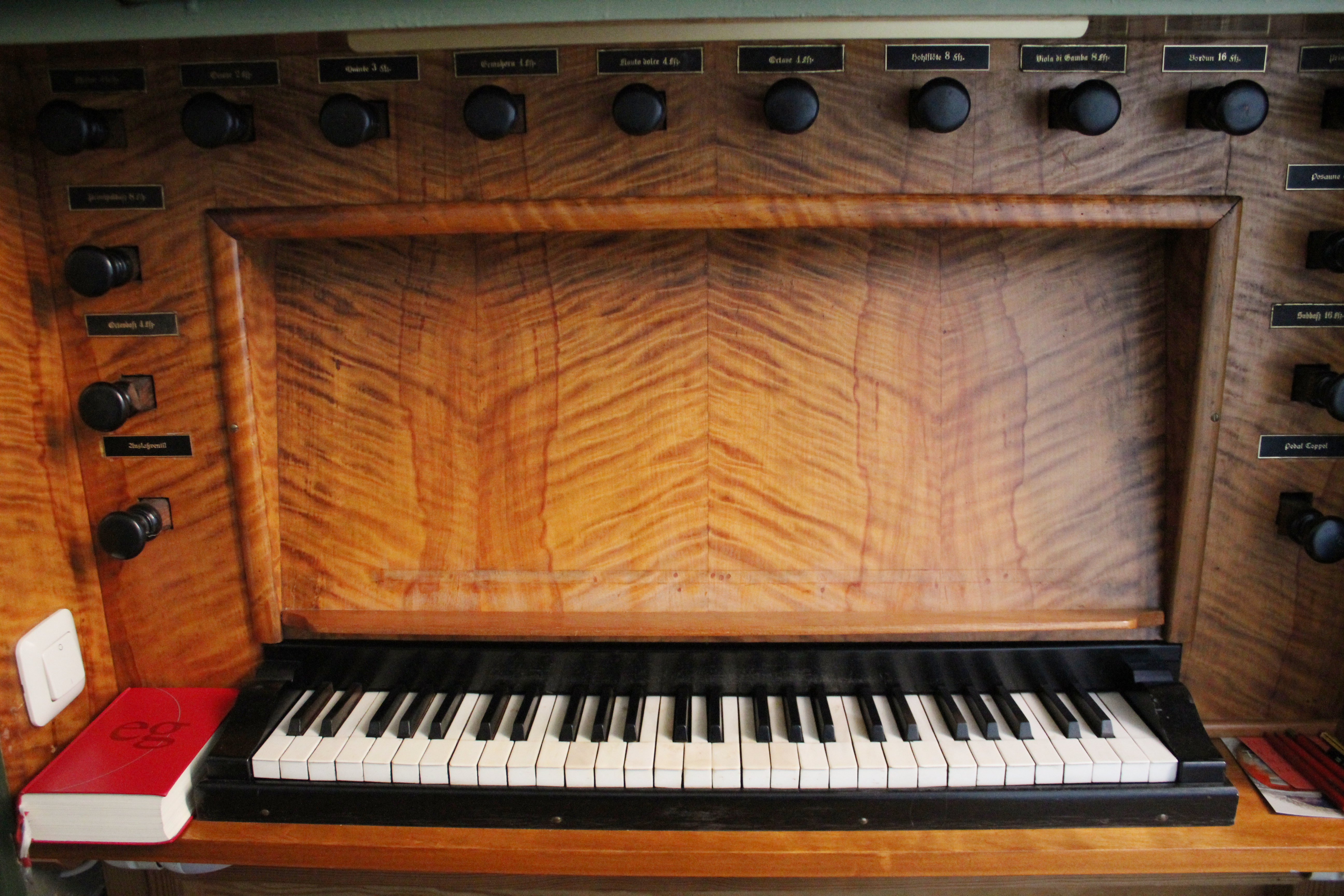
Spieltisch der Orgel

Im Jahr 1836 war die Kirche noch ohne Orgel. Friedrich Wilhelm Weller aus Wetzlar, der 1858 die Tochter des damaligen Pfarrers Wieber geheiratet hatte, baute im Jahr 1859 eine Orgel. Das am 18. September 1859 eingeweihte Instrument verfügte über ein Manual und Pedal. Der flache Prospekt ist fünfachsig gegliedert. Je zwei Lisenen werden oben von einem profilierten Gesims abgeschlossen und bilden drei hochrechteckige Pfeifenfelder, von denen das mittlere überhöht ist. Dazwischen sind zwei niedrige doppelgeschossige Pfeifenfelder angebracht, die von Urnen bekrönt werden. Durch die Firma Eichhorn (Weilmünster) erfolgte 1934 eine Renovierung, bei der drei Register ausgetauscht wurden. Eine weitere Renovierung durch die Firma Walcker führte 1953 zum Austausch weiterer Register. Vor 1999 wurden die Register Bourdon 16′ und Posaune 8′ ergänzt. Die Disposition umfasst seitdem 14 Register und lautet wie folgt:
| I Manual C–f3  |     |
| Bourdon        | 16′ |
| Principal      | 8′  |
| Hohlflöte      | 8′  |
| Viola di Gamba | 8′  |
| Octave         | 4′  |
| Flauto dolco   | 4′  |
| Gemshorn       | 4′  |
| Quinte         | 3′  |
| Octave         | 2′  |
| Mixtur IV      | 2′  |

| Pedal C–c1   |     |
| Subbaß       | 16′ |
| Principalbaß | 8′  |
| Octavbaß     | 4′  |
| Posaune      | 8′  |

- Koppeln: I/P

## Geläut
Der Kirchturm beherbergt ein Dreiergeläut. Die älteste Glocke goss Meister Hans aus Frankfurt am Main um 1520 (Durchmesser: 0,79 Meter, Masse: 260 kg). Sie trägt die Inschrift: „Sancta Maria heiß ich Meister Hans goß mich zu Frankfo“. Möglicherweise wurde eine zweite Glocke 1614 von Matthias Rincker gegossen. Diese ist jedoch nicht erhalten. Zwei weitere Rincker-Glocken aus den Jahren 1805 und 1823 sind ebenfalls nicht mehr erhalten, da sie im Ersten Weltkrieg an die Rüstungsindustrie abgeliefert werden mussten. 1919 schaffte die Gemeinde zwei Ersatzglocken an, für die Buderus den Stahl lieferte. Sie wurden 1956 durch zwei Bronzeglocken von Rincker ersetzt.